# Medeni grm (biljna vrsta)
Medeni grm (lat. Melianthus major), To je trajnica ili grm koji raste prvenstveno u suptropskom biomu, u 3 južnoafriče provincije s imenom Cape.
Biljka je koja naraste do oko 3 metra visine, ima mirisne, crvenkasto-smeđe cvjetove koji se nalaze u upadljivim grozdovima. Plod, papirnasta napuhana čahura, sadrži crne sjemenke. Zbog svojih cvjetova slatkog mirisa i lijepog lišća, uzgaja se i drugdje, osobito u južnoj Kaliforniji.
- M. major, Western Cape province
- M. major,
- M. major, list
- M. major, prirodni habitat, Northern Cape, Južna Afrika.

## Sinonimi
- Melianthus himalayanus Wall.; Numer. List no. 1190 (1831)